# Schloss Pejačević in Virovitica

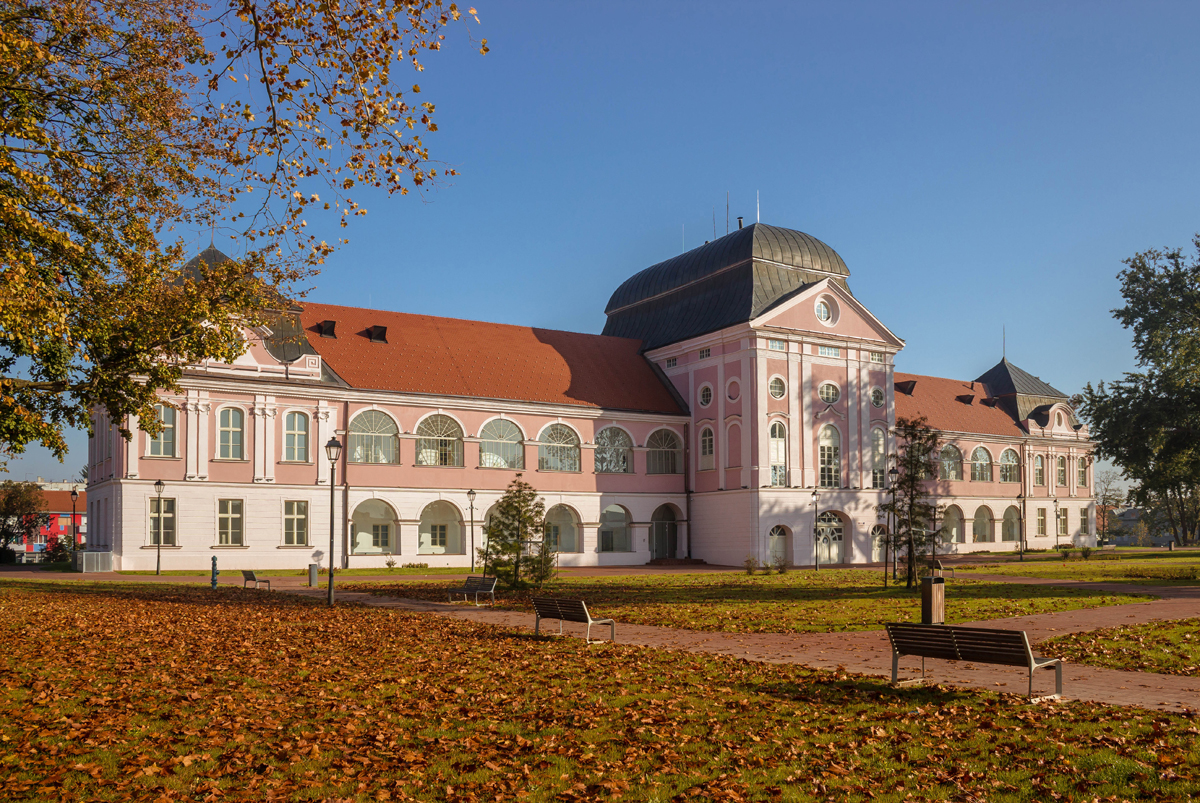
Westflügel und Mittelbau des Schlosses, Südansicht

Das Schloss Pejačević (kroatisch: Dvorac Pejačević u Virovitici) befindet sich im Norden Kroatiens in der Stadt Virovitica (deutsch Wirowititz), Sitz der Gespanschaft Virovitica-Podravina. Den Namen trägt das spätbarocke Gebäude dank des Adelsgeschlechts Pejačević (deutsch Pejatschewitsch), dessen Mitglieder mehrere Schlösser im Gebiet Slawoniens besaßen.

## Geschichte
Das Schloss wurde durch Antun III. Graf Pejačević von Virovitica und dessen Sohn Antun IV. von 1800 bis 1804 an der Stelle einer mittelalterlichen Burg errichtet. Nach dem Entwurf von N. Roth, eines Architekten aus Wien, konzipiert und konstruiert, wurde die Anlage Sitz der gesamten Herrschaft Virovitica. Marko III. Aleksandar Pejačević, Cousin von Antuns Vater Josip, hatte diese 1753 von Kaiserin Maria Theresia erhalten. Sie blieb bis 1841 im Besitz der Familie.
Nachdem die Gemeinde Virovitica das Schloss 1930 gekauft hatte, wurde es umgestaltet und 1953 als Stadtmuseum mit mehreren Sammlungen zu Themen wie Archäologie, Ethnografie, Kultur und Geschichte eröffnet.

## Kurzbeschreibung
Die zwei Geschosse des Schlosses erheben sich auf einem rechteckigen Grundriss. Das Gebäude besitzt einen vorspringenden, zentralen Mittelbau und zwei symmetrisch daran anschließende Flügel. Die südliche Fassade zeigt zwei übereinanderliegende Galerien mit Arkaden, wobei die Öffnungen des oberen Bogenganges vergittert sind.